# Петровский, Пётр Степанович
Пётр Степанович Петровский (1815—1842) — русский живописец.

## Биография
Родился в Ораниенбауме в 1815 году; сын незначительного чиновника Ораниенбаумского дворцового правления, он, после смерти отца, в двенадцать лет стал кормильцем семьи: начал трудиться в дворцовом правлении, где служил отец. В шестнадцать лет поступил на службу в Экспедицию заготовления государственных бумаг и, одновременно, с 1831 года стал посещать вечерние рисовальные классы Академии художеств — занимался гравюрой. 
В 1837 году оставил службу, поскольку при содействии Общества поощрения художествсмог поступить в ученики Академии — пенсионером Общества. В первый год занимался под руководством профессора Ф. А. Бруни, затем перешёл к К. П. Брюллову.
Очень скоро он получил вторую серебряную медаль (за рисунок с натуры) и первую серебряную медаль (за картину «Иоанн Креститель»), а в 1839 году за картину по программе «Явление Ангела пастухам с возвещением о Рождестве Христовом» получил первую золотую медаль, звание свободного художника и право на поездку за границу на счёт Общества поощрения художеств. 
Однако отправиться за границу смог только через два года. За это время он написал образа для военной церкви в Киевскую крепость и картину «Агарь и Измаил в пустыне» по заказу Общества, за которую получил денежную премию от Академии художеств; картина была приобретена известным коллекционером Ф. И. Прянишниковым, в составе коллекции которого впоследствии перешла в Румянцевский музей. 
Наконец, в 1841 году  он отправился в Италия и в дороге разболелся так, что полтора месяца пролежал в постели в Венеции и совсем больным добрался до Рима, где его приютил секретарь русской миссии П. И. Кривцов. В его доме Петровский и умер от чахотки 11 июня 1842 года.
«По свидетельству Е. И. Маковского, П. С. Петровский занимался также и гравюрой крепкой водкой». 